# 塞里亚克
塞里亚克（法語：Sérilhac，法語發音：[seʁijak]）是法国科雷兹省的一个市镇，位于该省南部偏西，属于布里夫拉盖亚尔德区。

## 地理
塞里亚克（45°5'19"N, 1°43'32"E）面积12.53 平方千米，位于法国新阿基坦大区科雷兹省，该省份为法国中南部省份，北起上维埃纳省和克勒兹省，西接多爾多涅省，南至洛特省，东临多姆山省和康塔爾省。
与塞里亚克接壤的市镇（或旧市镇、城区）包括：贝纳、拉格莱若勒、勒佩谢。

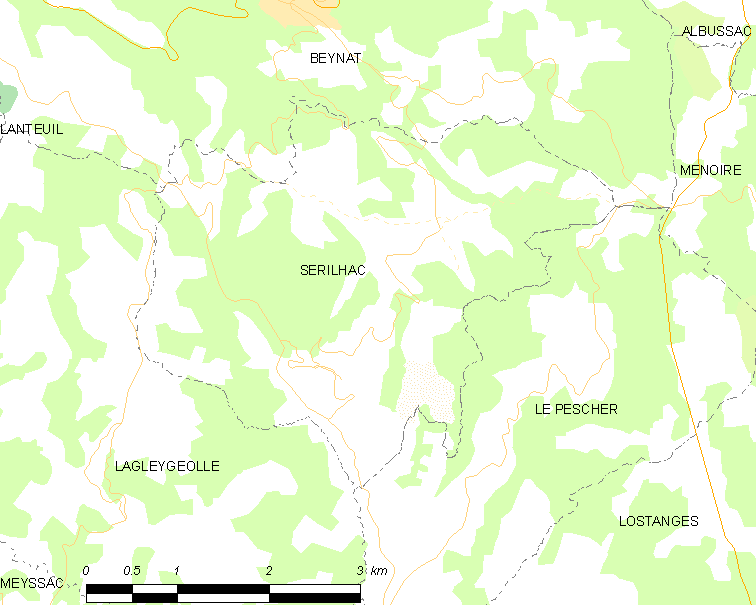
塞里亚克的OSM定位图

塞里亚克的时区为UTC+01:00、UTC+02:00（夏令时）。

## 行政
塞里亚克的邮政编码为19190，INSEE市镇编码为19257。

## 政治
塞里亚克所属的省级选区为科雷兹南部县。

## 人口

1962-2008年间塞里亚克人口变化图示

塞里亚克于2022年1月1日时的人口数量为273人。